# Vallée des narcisses

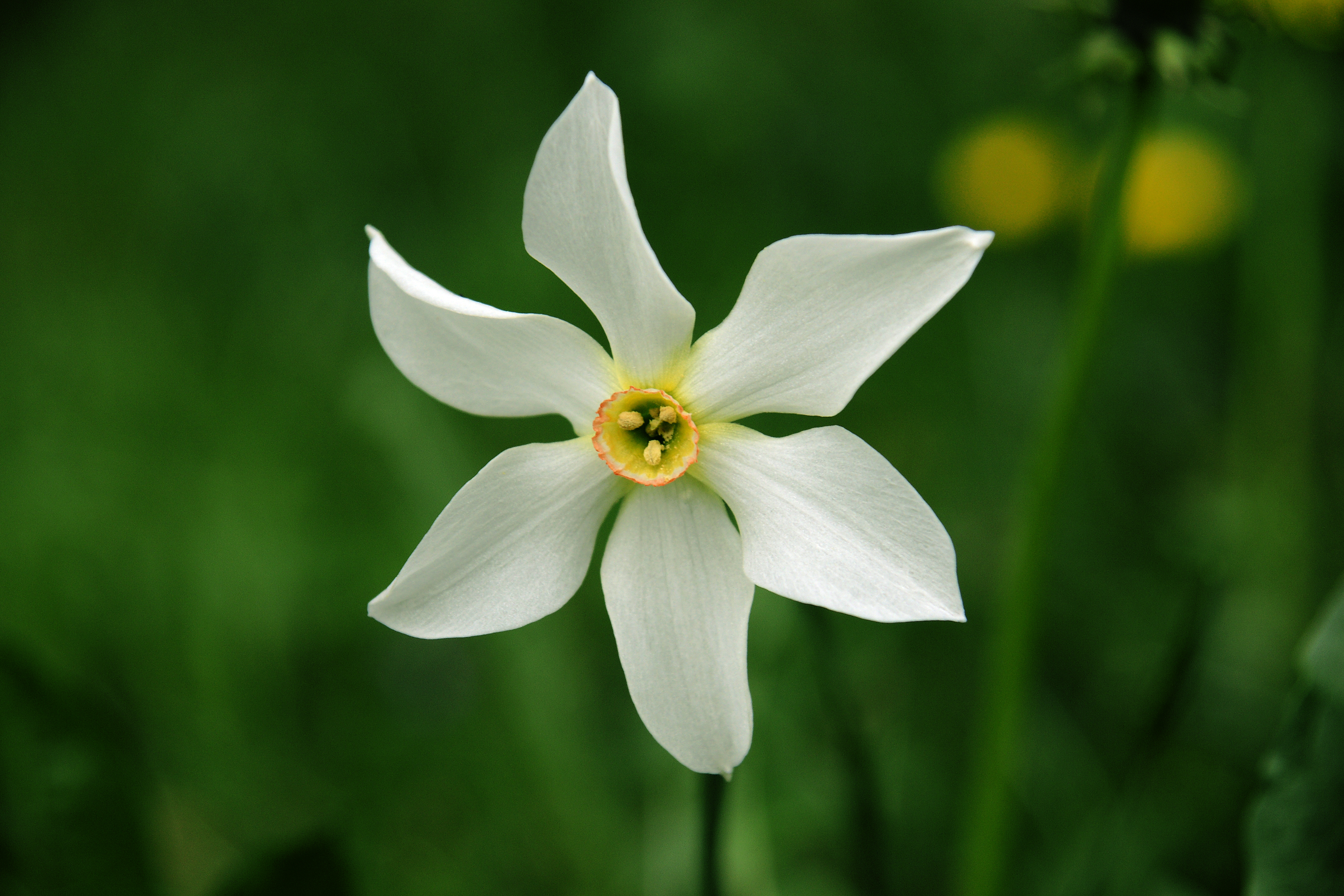
Narcisse à feuilles étroites, aussi appelé narcisse à fleurs rayonnantes.

La Vallée des narcisses (en ukrainien Долина нарцисів, Dolyna nartsysiv) est une réserve naturelle de l'Ukraine transcarpatique faisant partie de la réserve de biosphère des Carpates. Elle est située à l'est de la ville de Khoust, à proximité immédiate du village de Kirechi (eo) (Кіреші), dans la vallée de la rivière Khoustets (uk) (Хустець).
Parmi les réserves de Transcarpatie permettant la préservation des végétaux et animaux propres aux Carpates, c'est l'une des plus grandes. Elle fait partie des réserves naturelles. Les narcisses à feuilles étroites qui y poussent de façon spontanée n'ont que peu subsisté ailleurs en Europe.
Le site est désigné site Ramsar depuis le 20 mars 2019.

## Formation et conditions naturelles
La Vallée des narcisses se situe dans les prairies du village de Kirechi à proximité de la ville de Khoust, donc dans la partie nord-ouest du bassin de la haute Tisza, aussi appelé bassin Khoust-Solotvyno (en ukrainien Хустсько-Солотвинська улоговина, Khoustsko-Solotvynska oulohovyna). Elle fait partie depuis 1979 de la réserve de biosphère des Carpates, avec l'objectif de préserver le narcisse à feuilles étroites qui figure également en tant qu'élément botanique rare dans le Livre rouge de l'Ukraine (en).
Le relief de la Vallée des narcisses est inégal, et des collines l'entourent à l'est, à l'ouest et au nord. La superficie totale de la zone naturelle protégée est de 256,5 hectares, son altitude varie entre 180 et 200 m environ,. Les sols à gley gris brunâtre avec une forte acidité y dominent, et il existe aussi à différents endroits des sols bruns grisâtre. La zone était autrefois couverte de forêts de chênes et de charmes qui caractérisaient le bassin de la haute Tisza. Son climat est tempéré et modérément humide : la quantité annuelle de précipitations est de 1 027 mm, la température moyenne de 8,8 °C, celle du mois le plus froid (janvier) de -4,6 °C et celle du mois le plus chaud (juillet) de +20,1 °C.
Le narcisse que l'on trouve à cet endroit pousse, à l'intérieur de la région des Carpates, dans les Carpates méridionales et orientales, où passe la limite nord-est de son domaine. Il pousse surtout à une altitude de 1 300 à 1 600 m, dans les étages de montagne de la crête des Carpates dans les monts Svydovets (en), les monts de Marmatie (ro) et les monts Gorgany. Il atteint parfois aussi l'étage alpin d'altitude 1 900 m.
Des zones isolées subsistantes de narcisses peuvent aussi être trouvées ailleurs dans la plaine de Transcarpatie. À la dernière glaciation, les pentes des Carpates étaient recouvertes de glace et la flore de montagne est descendue en partie jusqu'à la plaine. C'est de cette façon qu'ont subsisté les narcisses de la Vallée des narcisses,.
Dans cette vallée relativement étendue, on recense presque 450 espèces végétales. La flore de la réserve naturelle est de composition assez variée, puisqu'elle rassemble 52 familles de plantes. Les familles les plus riches en nombre d'espèces sont les Composées, les Graminées, les Rosacées, les Papilionacées, les Renonculacées, les Salicacées et les Orchidées. Du point de vue géographique, la grande majorité de la végétation de la réserve est faite d'espèces eurasiatiques ou européennes. Du fait du climat humide et sans chaleur excessive, avec un relief et une végétation stables, les interactions entre composants de la flore ont conduit à la prédominance de la végétation herbeuse,.
Les facteurs anthropogènes (chaulage des sols, engrais) ont provoqué des modifications dommageables du couvert végétal. La taille des zones couvertes de narcisses a commencé à décroître considérablement. En de nombreux endroits, c'est l'expansion des saules buissonnants et des adventices qui les a chassés. Des espèces constituant des éléments essentiels de la flore continuent à disparaître. Il s'est également produit un assèchement de certaines zones, ou au contraire une transformation en marécage, diminuant ainsi la vitalité de la population du narcisse et des autres espèces végétales rares,,.

## Autres projets
- Vallée des narcisses sur Commons